# Novi Dol
Novi Dol es una localidad de Croacia en el municipio de Barilović, condado de Karlovac.

## Geografía
Se encuentra a una altitud de 240 m s. n. m. a 89 km de la capital nacional, Zagreb.

## Demografía
En el censo 2011 la localidad se encontraba deshabitada
| Gráfica de población de Novi Dol 1857-2011                          |
|                                                                     |
| Según los censos de población de la oficina estadística de Croacia. |